# Henri ter Hall
Hendrik Johannes ter Hall (Haarlem, 5 februari 1866 – Rijswijk (Zuid-Holland), 31 mei 1944) was een Nederlands revueartiest, theaterproducent en politicus. Hij stond begin twintigste eeuw bekend als de Koning van de Revue. Hij was lid van de Tweede Kamer (1918-1925) en gemeenteraadslid van Rijswijk (1917-1941).

## Levensloop
Ter Hall groeide op als zoon van een spoorwegambtenaar. Hij begon in 1882 zijn beroepsleven als muzikant bij de Koninklijke Marine in Den Helder waar hij zich al snel toelegde op het vak van humorist. Vanwege een imitatie van een superieur kreeg hij een disciplinaire straf. Daarom verliet hij in 1892 de marine, trouwde in dat zelfde jaar met Ida Maria Teufert en werd fulltime artiest in het variété. Met zijn rondtrekkend bescheiden theatergezelschap trad hij voornamelijk op in de provincie. Vanaf 1898 legde hij zich toe op de revue en zijn gezelschap groeide uit tot het Eerste Nederlandse Revue Gezelschap dat tot ver in de jaren twintig toonaangevend zou blijven. In 1909 scheidden Ter Hall en zijn vrouw. Hij trouwde daarna met de revueartieste Hindrikje Köhler. Hendrik ter Hall stierf kinderloos op 31 mei 1944. 

### Koning van de Revue

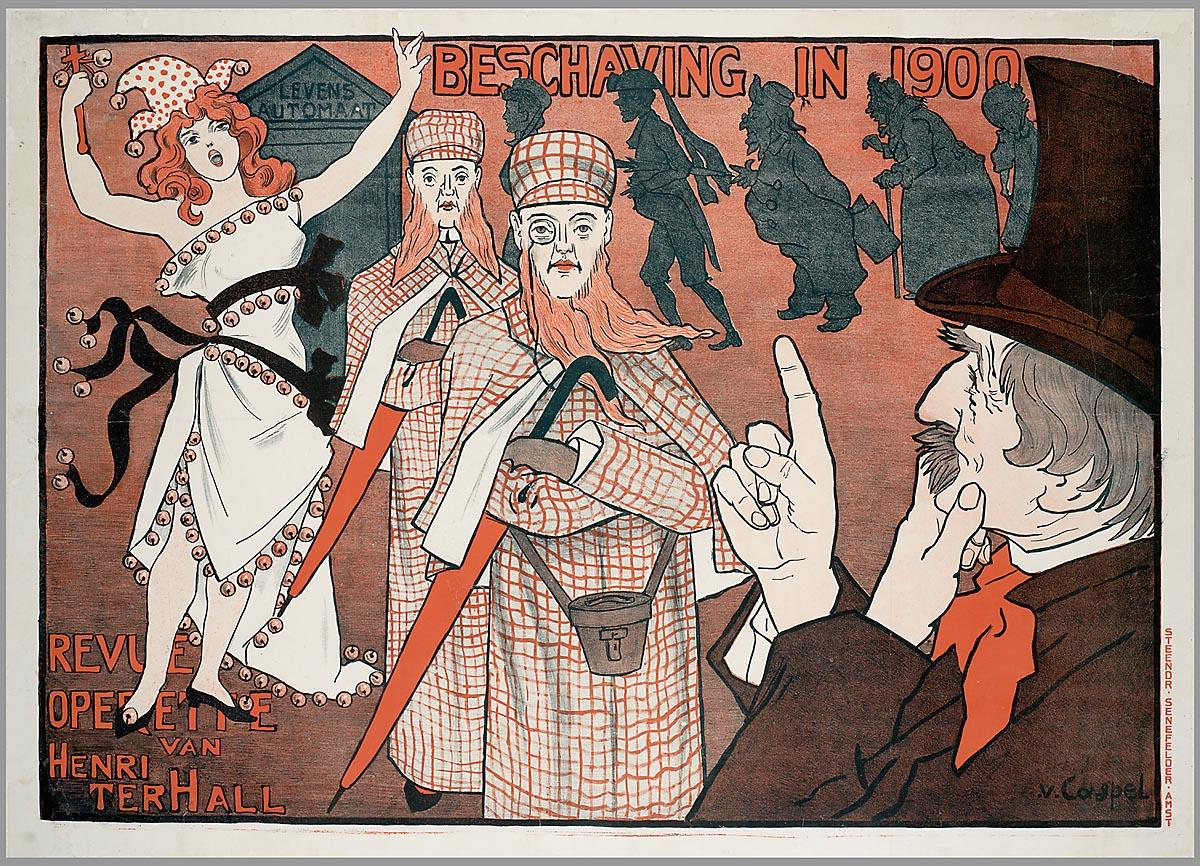
Beschaving in 1900. Revue Operette van Henri ter Hall.

Na zijn marinetijd vormde hij een klein variétégezelschap, waarmee hij de kermissen in de kop van Noord-Holland afging. Hij viel op en 1892 kreeg hij een aanstelling in het variététheater 'Victoria' in Amsterdam. Daar ontwikkelde zich zijn kenmerkende gevatheid en improvisatievermogen. Hij legde zich toe op de revue, een uit Frankrijk afkomstige theatervorm. De revues van Ter Hall, met sterren als Louis Davids, Roosje Köhler van Gelder en Johan Buziau, dankten hun succes vooral aan een voor-elk-wat-wilsmentaliteit. In tegenstelling tot de Franse revues ging Ter Hall heikele onderwerpen uit de weg en waren pikanterieën uit den boze.
Ter Halls eerste revue Naar de tentoonstelling (1898) was nog een bescheiden voorstelling geweest maar vanaf Doe er een deksel op! (1907) bracht hij met een gezelschap van zo'n zeventig personen een avondvullende voorstelling. Revues als Schots en Scheef (1912), In het Gedrang (1915) en Afkloppen! (1917) leverden hem de bijnaam Koning van de Revue. In 1909 trouwde Ter Hall met zijn tweede vrouw Henriette Köhler, een lid van zijn revuegezelschap. Ze betrokken een villa in het Zuid-Hollandse Rijswijk waar Ter Hall in 1917 lid van de gemeenteraad werd.

### Politicus
Zijn politieke ambities reikten echter verder. In 1918 produceerde Ter Hall de revue Knijpen maar! die diende als ondersteuning voor zijn campagne om Tweede Kamerlid te worden. Uit het theatervak trok hij zich vervolgens langzaamaan terug.
Het conservatief-liberale programma van de door Ter Hall in 1918 opgerichte Neutrale Partij scheen vooral bedoeld om de belangen van spoorwegpersoneel, marinepersoneel en theaterartiesten te behartigen. Hij was van 1918 tot 1925 parlementslid en viel in die tijd meer op door zijn flamboyante uitstraling en geestige redeneertrant, dan door heldere politieke standpunten. Vanaf 1921 was zijn partij losjes gelieerd aan de net opgerichte Vrijheidsbond. Voor de Tweede Kamerverkiezingen 1925 ging hij een lijstverbinding aan met Abraham Staalman. De Nederlandse Kieswet had een bizarre uitwerking: Ter Hall haalde voldoende stemmen voor een Kamerzetel, maar Staalman kreeg de zetel toegewezen.
Ter Hall legde zich vervolgens weer toe op het runnen van het Eerste Nederlandse Revue Gezelschap dat inmiddels in een felle concurrentiestrijd was gewikkeld met de revue van Louis Bouwmeester jr. Op het hoogtepunt van deze strijd trok Ter Hall zich onverwacht uit het theatervak terug. Zijn revuegezelschap ging daarna al snel te gronde.
Ook politiek ging het Ter Hall niet meer voor de wind. Hij was weliswaar nog steeds gemeenteraadslid maar zijn pogingen om opnieuw in de Tweede Kamer te komen mislukten. De nieuwe partij Federatief Verband die hij daartoe oprichtte beoogde vooral om wijzigingen aan te brengen in de Kieswet, waar Ter Hall in 1925 zulke slechte ervaringen mee had gehad.
In 1934 werd Ter Hall lid van het oerconservatieve Verbond voor Nationaal Herstel. Hij vervulde zijn lidmaatschap van de Rijswijkse gemeenteraad van 1935 tot 1939 onder de vleugels van die partij. In 1941 trok hij zich uit de Rijswijkse gemeenteraad terug.
Ter Hall overleed in 1944 aan een longontsteking, opgelopen toen hij vanaf het balkon van zijn huis naar de grote brand van de vliegtuigfabriek van Pander had staan kijken.